# Hillary Saeger
Hillary Saeger (25 de septiembre de 1984) es una deportista estadounidense que compitió en remo. Ganó tres medallas en el Campeonato Mundial de Remo entre los años 2009 y 2013.

## Palmarés internacional
| Campeonato Mundial | Campeonato Mundial      | Campeonato Mundial | Campeonato Mundial  |
| Año                | Lugar                   | Medalla            | Prueba              |
| ------------------ | ----------------------- | ------------------ | ------------------- |
| 2009               | Poznań (Polonia)        | Medalla de bronce  | Cuatro scull ligero |
| 2011               | Bled (Eslovenia)        | Medalla de bronce  | Cuatro scull ligero |
| 2013               | Chungju (Corea del Sur) | Medalla de plata   | Cuatro scull ligero |